# Zebra (dokumentarfilm)
|  | Denne artikel er oprettet af botten Steenthbot ud fra en ekstern database. Den kan derfor have sproglige fejl eller mangler. Denne skabelon kan fjernes efter kontrol af indholdet. |

 For alternative betydninger, se Zebra (flertydig). (Se også artikler, som begynder med Zebra)
Zebra er en dansk dokumentarfilm fra 1967.

## Handling
Zebraen i sit naturlige miljø.